# Lucia Zarate
Lucia Zarate, född 2 januari 1864 i Zempoala, Mexiko, död 15 januari 1890 i Sierra Nevada, USA. Hon var dvärgväxt. Hon var en av två systrar som framträdde på cirkus under namnet de mexikanska tvillingarna. Lucia var 61 cm lång.